# Gertruda Białasowa
Gertruda Białasowa (ur. 12 listopada 1890 we wsi Chorzów, obecnie Chorzów Stary, dzielnica Chorzowa, zm. 31 stycznia 1981 w Chorzowie) – polska działaczka narodowa i kulturalna.

## Życiorys
Członkini Towarzystwa Śpiewu "Gwiazda". Działaczka, prelegentka oraz wieloletni sekretarz chorzowskiego oddziału Związku Towarzystwa Polek.
Śpiewaczka, recytatorka, animator życia kulturalnego w Chorzowie. W latach 1916–1939 organizowała imprezy kulturalne oraz uczestniczyła w nich jako śpiewaczka i recytatorka. Po 1920 udzielała się też w Towarzystwie św. Wincentego a Paulo w Chorzowie.
Podczas strajków szkolnych dzieci polskich w marcu 1920 oraz w maju 1921 prowadziła nieformalne zajęcia z języka polskiego. W trakcie zajęć m.in. uczyła czytania, śpiewu oraz recytacji wierszy.
Po wybuchu III Powstania Śląskiego, współorganizatorka drugiego strajku dzieci polskich w 1921 roku.
Całe życie związana z Chorzowem Starym, mieszkała przy ul. Bożogrobców 15.